# Alexander zu Hohenlohe-Schillingsfürst (Politiker)
Alexander Prinz zu Hohenlohe-Schillingsfürst Prinz von Ratibor und von Corvey (* 6. August 1862 in Lindau; † 16. Mai 1924 in Badenweiler) war Diplomat, Publizist und Mitglied des Deutschen Reichstags.

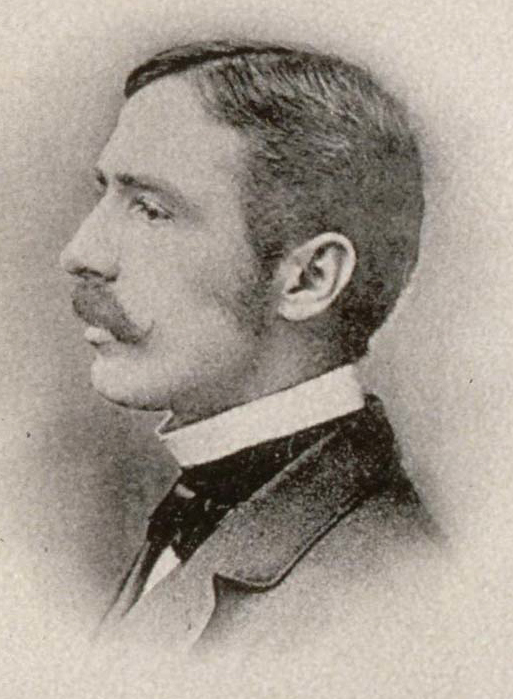
Alexander Prinz zu Hohenlohe-Schillingsfürst, 1902

## Leben

### Familie
Alexander Prinz zu Hohenlohe-Schillingsfürst war der jüngste Sohn von Fürst Chlodwig zu Hohenlohe-Schillingsfürst. Er vermählte sich 1895 mit Emanuela (1854–1936), geborene Gallone di Tricase Moliterno, verwitwete Georg zu Solms-Braunfels.

### Werdegang
Er besuchte mit seinem älteren Zwillingsbruder Moritz das Gymnasium in Wiesbaden. Anschließend studierte er Rechtswissenschaften an den Universitäten zu Graz, Wien, Paris, Leipzig und Göttingen. Es gelang ihm jedoch nicht, das juristische Staatsexamen zu bestehen. Im Jahre 1886 wurde er dennoch Referendar in der zivilen Verwaltung von Elsaß-Lothringen in Straßburg, deren Chef sein Vater als kaiserlicher Statthalter war.
Nachdem sein Vater Reichskanzler geworden war, folgte er ihm nach Berlin und war von 1894 bis 1898 kaiserlicher Legationsrat und Assistent im Auswärtigen Amt in Berlin. Im Mai 1898 setzte sein Vater seine Ernennung als kaiserlicher Bezirkspräsident für Ober-Elsaß in Colmar durch.
Von 1893 bis 1903 war er Mitglied des Deutschen Reichstags für den Wahlkreis Reichsland Elsaß-Lothringen 10 (Hagenau, Weißenburg). Im Reichstag war er zunächst Mitglied der Reichspartei, wurde 1898 als Kandidat der Deutschkonservativen Partei gewählt. Wegen deren Opposition gegen den Handelsvertrag mit Russland verließ er die Fraktion wieder und gehörte damit zu den „wilden“ Abgeordneten, die keiner Partei oder Fraktion angehörten. Er stellte sich gegen die Gesetzesvorlage seines Vaters, mit der die Vereinsfreiheit der deutschen Arbeiterschaft beschnitten werden sollte. 1903 kandidierte er als unabhängiger Konservativer, unterlag jedoch knapp in der Stichwahl. Seine sozialliberale Haltung trug ihm den Spitznamen „Roter Prinz“ ein.
Nach dem Tod seines Vaters druckte er gegen den ausdrücklichen Wunsch des Kaisers dessen Memoiren. Der Kaiser erzwang seinen Rücktritt als Bezirkspräsident.
Später lebte er in der Schweiz und sprach sich gegen den Einsatz von Gas im Ersten Weltkrieg aus. Spätestens diese pazifistischen Schriften führten zum Bruch Alexanders mit seiner Familie. Er starb nach langer Krankheit in Badenweiler.
Am 23. Juli 1903 wurde er vom Gemeinderat Weißenburg zum Ehrenbürger ernannt.

## Schriften
- Alexander von Hohenlohe: Aus meinem Leben. Frankfurter Societät, Frankfurt am Main 1925.